# Aut of Orda
Aut of Orda (Eigenschreibweise: AUT of ORDA) ist eine österreichische Supergroup, ursprünglich bestehend aus Paul Pizzera, Christopher Seiler und Daniel Fellner. Das Trio versuchte, mit „Dialekt-Pop für den Dancefloor“ ein neues Musikgenre zu etablieren.

## Geschichte
Die Band wurde 2023 von den Songwritern Paul Pizzera (Pizzera & Jaus) und Christopher Seiler (Seiler und Speer) sowie dem Produzenten, Musiker und Sänger Daniel Fellner, der Genre-übergreifende Erfahrung aus Metalbands, Pop-Rock- (Seiler und Speer) und Punk-Projekten (Turbobier) mitbringt, gegründet. Gleichzeitig zur Bekanntgabe der Zusammenarbeit veröffentlichte sie mit Wigl Wogl ihre erste Single. Die humoristischen Texte sind in österreichischem Dialekt verfasst. Musikalisch wird in den ersten Veröffentlichungen bereits eine große Bandbreite abgedeckt, die Pop-, Hip-Hop- und auch EDM- und Latin-Pop-Elemente miteinander vereint. Sie sind bei dem Wiener Label Töchtersöhne unter Vertrag.
Die zweite Single Hoch gwimmas (n)imma war der offizielle Song des österreichischen Fußball-Nationalteams in Vorbereitung auf die EURO 2024. Der Titel geht zurück auf einen Ausspruch des Nationalspielers Toni Pfeffer, der 1999 bei einem 0:5-Rückstand gegen Spanien in der Halbzeit sagte: „Hoch wern mas nimma gwinnen“. Im zugehörigen Musikvideo treten nebst den Musikern auch der Teamchef Ralf Rangnick sowie David Alaba und Konrad Laimer auf.
Im Juni folgte die dritte Single A gscheide Musik heast. Kurz darauf gelang dem Trio mit Mi Amor feat. José Suanzlos (Pizzera: „Eine schöne Realsatire auf den Musikmarkt“) ein erster Hit. Der Titel stieg auf Platz 58 der Austro-Single-Charts ein und kletterte in den folgenden Wochen bis Platz 29.
Im August wurde bekannt, dass Aut of Orda bei der Red Bull Show 100-Premiere im deutschsprachigen Raum mitwirken werden. In diesem Format müssen die Musiker innerhalb von 100 Stunden eine 100-minütige Liveshow erfinden, proben und umsetzen. Das daraus resultierende erste Konzert der Band fand im Oktober 2023 in der Marx-Halle in Wien statt.
Aut of Orda machte bei der Ö3-Songchallenge „Song für Österreich“, bei der die ganze Ö3-Gemeinde darüber abstimmen konnte, was in dem Lied vorkommt, mit und reichte am 20. Oktober 2023, einen Tag vor ihrem ersten Livekonzert, das Lied Fix net normal ein. Die digitalen Einnahmen wurden dem Ö3-Weihnachtswunder gespendet.
Im April 2024 erschien das Debütalbum Das Empörium schlägt zurück und stieg sofort auf Platz 1 der österreichischen Albumcharts ein. Die gleichnamige Tournee beinhaltete unter anderem Auftritte auf dem Nova Rock und dem Woodstock der Blasmusik.
Nachdem die Band am 16. August 2024 in Linz noch in Vollbesetzung ein Konzert gespielt hatte, stieg Christopher Seiler in der Nacht vom 18. auf den 19. August 2024 aus dem offenen Künstlerkollektiv aus, da er sich auf seine vielen anderen Projekte konzentrieren wollte.

## Diskografie
Singles
- Wigl wogl (2023)
- Hoch gwimmas (n)imma (2023), offizieller ÖFB-Song zur EURO 2024
- A gscheide Musik heast (2023)
- Mi amor – feat. José Suanzlos (2023)
- Fix net normal (2023), „Song für Österreich“
- Nebel (2024)
- 4Tog (2024)
- Eigentlich vom Land – feat. Dame (2024)
- Für Olle! (2025)
- Cinderella (2025)

## Auszeichnungen
- Amadeus-Verleihung 2024: Auszeichnung in der Kategorie Pop/Rock[17]